# Daisuke Watanabe
Daisuke Watanabe (渡辺 大祐 Watanabe Daisuke?) är en japansk datorspelsförfattare som är en anställd hos Square Enix. Han är mest känd för sitt arbete med datorrollspelsserien Final Fantasy och actionrollspelserien Kingdom Hearts.

## Ludografi
| Speltitel                             | År        | Konsol(er)                       | Roll                                  |
| ------------------------------------- | --------- | -------------------------------- | ------------------------------------- |
| Threads of Fate                       | 1999      | Playstation                      | Scenarioförfattare                    |
| Final Fantasy X                       | 2001      | Playstation 2                    | Scenarioplanerare, scenarioförfattare |
| Kingdom Hearts                        | 2002      | Playstation 2                    | Scenarioförfattare                    |
| Final Fantasy X-2                     | 2003      | Playstation 2                    | Scenario                              |
| Kingdom Hearts: Chain of Memories     | 2004      | Game Boy Advance                 | Scenarioförfattare                    |
| Kingdom Hearts II                     | 2005      | Playstation 2                    | Scenariotextplanerare                 |
| Final Fantasy XII                     | 2006      | Playstation 2                    | Scenario                              |
| Kingdom Hearts Re:Chain of Memories   | 2007      | Playstation 2                    | Scenario                              |
| Final Fantasy XII: Revenant Wings     | 2007      | Nintendo DS                      | Speciellt tack                        |
| Dissidia: Final Fantasy               | 2008      | Playstation Portable             | Scenario                              |
| Kingdom Hearts 358/2 Days             | 2009      | Nintendo DS                      | Scenariohandledare                    |
| Final Fantasy XIII                    | 2009      | Playstation 3, Xbox 360          | Huvudscenarioförfattare               |
| Kingdom Hearts: Birth by Sleep        | 2010      | Playstation Portable             | Scenariohandling                      |
| Kingdom Hearts coded                  | 2009–2010 | Mobiltelefon                     | Scenarioförfattare                    |
| Kingdom Hearts Re:coded               | 2010      | Nintendo DS                      | Scenariohandledare                    |
| Front Mission Evolved                 | 2010      | Playstation 3, Xbox 360, Windows | Manusförfattare                       |
| Final Fantasy XIII-2                  | 2011      | Playstation 3, Xbox 360          | Huvudscenarioförfattare               |
| Lightning Returns: Final Fantasy XIII | 2013      | Playstation 3, Xbox 360          | Huvudscenarioförfattare               |
| Kingdom Hearts HD 2.5 Remix           | 2014      | Playstation 3                    |                                       |